# Sheila Bond
Sheila Bond, all'anagrafe Sheila Phyllis Berman (New York, 16 marzo 1927 – New York, 25 marzo 2017) è stata un'attrice e cantante statunitense, vincitrice di un Tony Award.

## Biografia
Ha recitato in tre musical a Broadway: Street Scene (1947), Make Mine Manhattan (1948) e Wish You Were Here (1952), per cui ha vinto il Tony Award alla miglior attrice non protagonista in un musical.
È stata sposata con Barton L. Goldberg, da cui ha avuto due figli: Brad e Lori.

## Filmografia

### Cinema
- Vivere insieme (The Marrying Kind), regia di George Cukor (1952)
- L'aquila solitaria (The Spirit of St. Louis), regia di Billy Wilder (1957)
- Broadway Danny Rose, regia di Woody Allen (1984)

### Televisione
- ABC Album - serie TV, 1 episodio (1953)
- Appointment with Adventure - serie TV, 1 episodio (1955)
- Playhouse 90 - serie TV, 1 episodio (1956)

## Teatrografia
- Street Scene, libretto di Elmer Rice, colonna sonora di Kurt Weill, regia di Charles Friedman. Adelphi Theatre di Broadway (1947)
- Make Mine Manhattan, colonna sonora di Richard Lewine, regia di Max Liebman. Broadhurst Theatre di Broadway (1948)
- Wish You Were Here, libretto di Arthur Kober e Joshua Logan, colonna sonora di Harold Rome, regia di Joshua Logan. Imperial Theatre di Broadway (1952-1953)
- Damn Yankees, libretto di George Abbott e Douglas Wallop, musiche e testi di Richard Adler e Jerry Ross, regia di George Abbott, coreografie di Bob Fosse. 46th Street Theatre di Broadway (1956)
- Wish You Were Here, libretto di Arthur Kober e Joshua Logan, colonna sonora di Harold Rome, regia di Richard Barstow. Westbury Music Fair di Westbury (1956)
- Pal Joey, libretto di John Henry O'Hara, testi di Lorenz Hart, colonna sonora di Richard Rodgers, regia di Gus Schirmer Jr. City Center Encores! di New York (1961)